# Paul Thuillier-Buridard
Paul Thuillier-Buridard est un homme politique français né le 10 juillet 1871 à Vignacourt (Somme) et décédé le 10 mars 1926 au Cannet (Alpes-Maritimes)

## Biographie
Industriel, il est à la tête d'une importante fabrique de filets de pêche. Militant de la première heure du parti radical, il est conseiller d'arrondissement en 1904 puis conseiller général en 1910. Maire de Vignacourt en 1909, il est sénateur de la Somme de 1920 à 1926. Il siège au groupe de la Gauche démocratique et intervient sur les questions de pêche maritime et en faveur des ports de son département.

## Sources
- « Paul Thuillier-Buridard », dans le Dictionnaire des parlementaires français (1889-1940), sous la direction de Jean Jolly, PUF, 1960 [détail de l’édition]